# Nibelungen-Siegfriedstraße

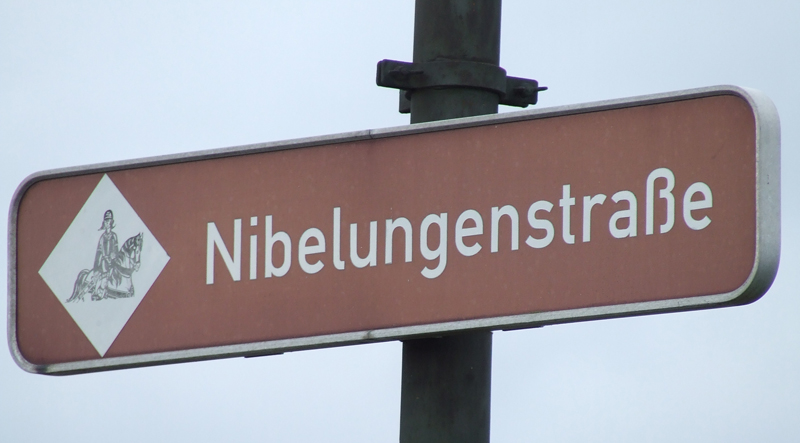

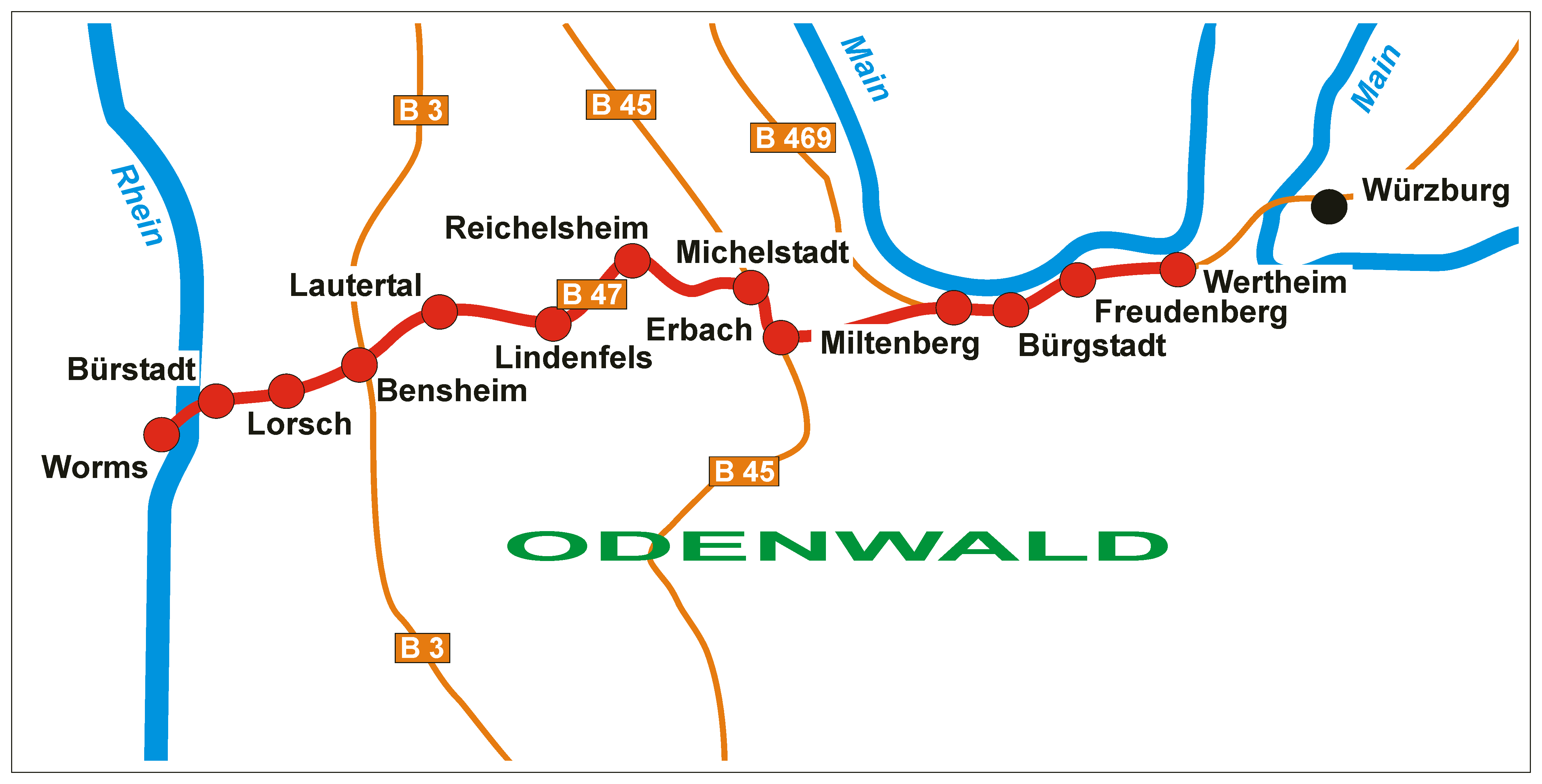
Nibelungenstraße

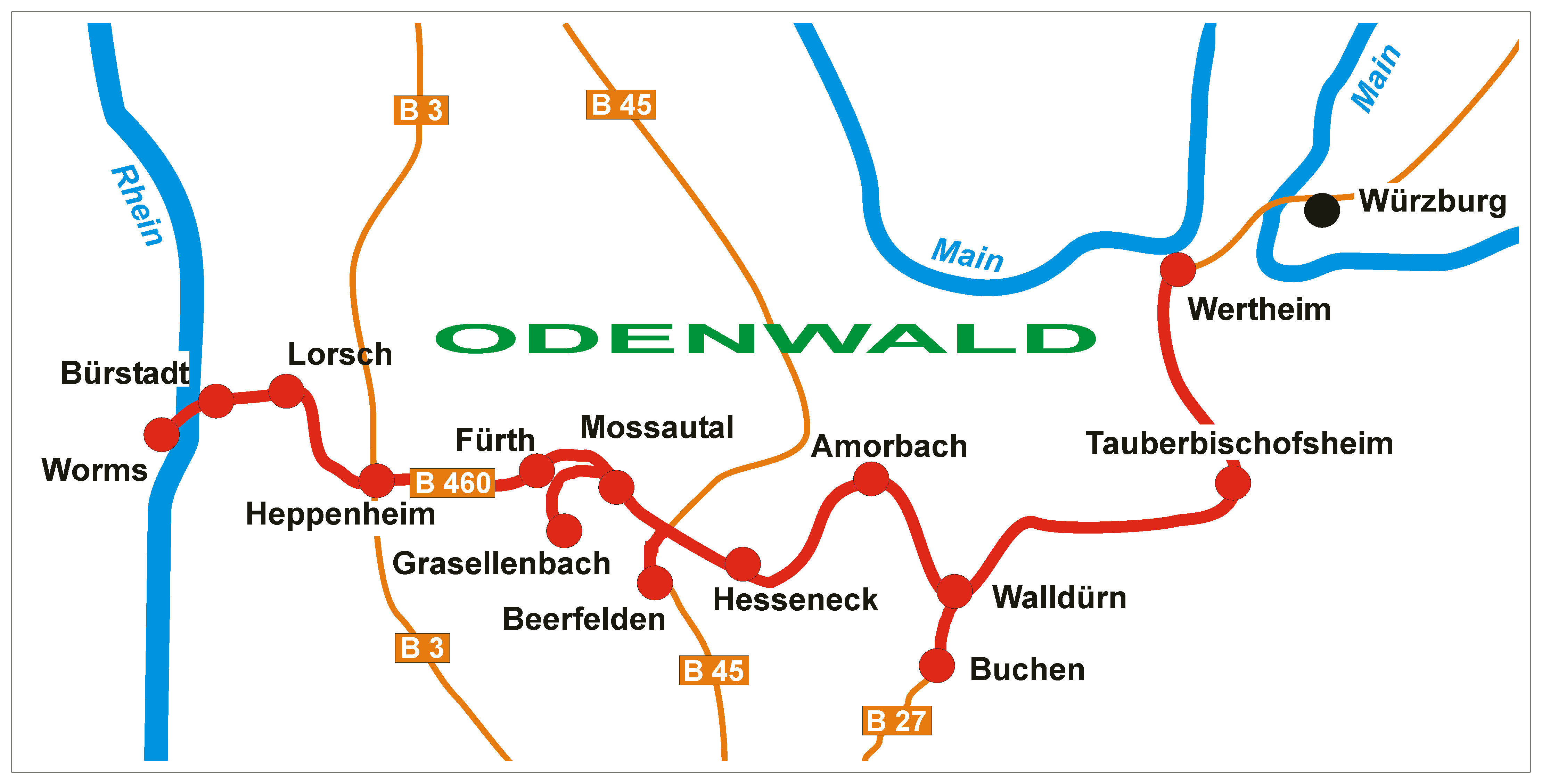
Siegfriedstraße

De Nibelungenstraße en de Siegfriedstraße zijn bewegwijzerde toeristische autoroutes in Duitsland. De Nibelungenstraße is 110 kilometer lang en loopt van Worms tot Wertheim am Main. De Siegfriedstraße is 150 kilometer lang en loopt ook van Worms naar Wertheim via een ander parcours. Beide routes staan in het teken van het Nibelungenlied.